# Риздвянка (Новониколаевский район)
Риздвя́нка (укр. Різдвянка) — село,
Риздвянский сельский совет,
Новониколаевский район,
Запорожская область,
Украина.
Код КОАТУУ — 2323684701. Население по переписи 2001 года составляло 791 человек.
Является административным центром Риздвянского сельского совета, в который не входят другие населённые пункты.

## Географическое положение
Село Риздвянка находится на берегу реки Солёная,
выше по течению на расстоянии в 2 км расположено село Придорожное.
Река в этом месте пересыхает, на ней сделана запруда.

## История
- 1796 год — дата основания как село Прилуки.
- В 1812 году переименовано в село Риздвянка.

## Экономика
- «8 Марта», ООО.

## Объекты социальной сферы
- Школа.
- Детский сад.
- Дом культуры.
- Участковая больница.

## Достопримечательности
- Братская могила советских воинов.

## Известные люди
- Манойлов Иван Антонович (1910—1942) — Герой Советского Союза, родился в селе Риздвянка.